# Anisodes diplosticta
Anisodes diplosticta là một loài bướm đêm trong họ Geometridae.